# ای‌جی‌او سی.۷
ای‌جی‌او سی. ۷ (به انگلیسی: AGO_C.VII) یک هواگرد ملخ‌پیشین تک‌موتوره از نوع شناسایی ساخت شرکت AGO Flugzeugwerke است.